# Міле Поповський
Мі́ле Попо́вський (мак. Миле Поповски, Попоски; *20 жовтня 1922, Прилеп, Королівство сербів, хорватів і словенців — †27 жовтня 2009, Скоп'є, Македонія) — македонський драматург, письменник-гуморист, сценарист і перекладач.

## З біографії
Міле Поповський народився 20 жовтня 1922 року в Прилепі.
Закінчив філолософський факультет Скопського університету. 
Деякий час працював учителем середньої школи та редактором РТБ Скоп'є. 
Від 1960 року працював у газеті «Нова Македонія» редактором гумористичної сторінки. Також працював на Радіо Скоп'є редактором, а потім, до виходу на пенсію, головним редактором відділу освіти і науки Телебачення Скоп'є.
З причини гострої сатири на якийсь час (у 1961 році) був переведений на роботу до Белграда, але швидко повернувся до Скоп'є, де  його цінували, любили і поважали. Йому дозволялось виїжджати за кордон (поїздки до Парижа, Нью-Йорка, Вашингтону, Лондона, Бухареста, Будапешта тощо).
Прозаїк був членом Македонської письменницької асоціації (Македонската писателска асоцијација) починаючи з 1965 року.
Помер після хвороби 27 жовтня 2009 року в столиці вже незалежної македонської держави місті Скоп'є.

## Творчість і визнання
Міле Поповський — автор багатого прозового та драматичного доробку, в якому домінує жанр комедії. Найвідоміші його комедії — «Солунські куріпки» („Солунски патрдии“), «Вікенди мертвяків» („Викенд на мртовци“) та «Жінки з досвідом» („Жени со искуство“).
Написав понад 200 коротеньких гуморесок, які ввійшли до збірок «Марафонська битва» (Маратонска битка) та «Усі заповіді Божі» („Сите божји заповеди“), та театралізовану композицію «Учні диявола», що успішно йшла на сценах македонських театрів. 
М. Поповський відомий також як перекладач — йому, зокрема, належать переклади з російської на македонську творів О. Островського, А. Чехова і роману М. Лермонтова «Герой нашого часу».
За свою творчість здобув чимало національних і державних (югославських) премій і нагород: 
- найвища нагорода югославські фестивалі гумору та сатири в Будві;
- нагорода „Војдан Чернордински“ міста Прилепа;
- Гран-прі за особливий інтерес до розвитку македонської комедійно-сатиричної літератури на Фестивалі гумору та сатири „Ин Виница веритас“.

Українською мовою 2 гуморески Міле Поповського «Ювілейна математика» і «Жертви літератури» переклав Андрій Лисенко (увійшли до збірки «Македонська новела», яка вийшла 1972 року в серії «Зарубіжна новела» і за яку перекладач отримав міжнародну премію «Золоте перо»).

## Джерело
- Коротко про авторів // Македонська новела. Київ: Дніпро, 1972, с. 360-361.